# Mælkeurt
Mælkeurt (Polygala) er en slægt med ganske få arter. Det er flerårige urter med opret til opstigende stængel. Bladene er spredtstillede og helrandede. Blomsterne er samlet i endestillede klaser. Blomsterne er let uregelmæssige. Blomsterne minder i bygning og bestøvningsmåde meget om ærteblomsterne, hvilket er et eksempelpå konvergent evolution. Frugterne er kapsler med mange frø.
Mælkeurt kaldes i ældre dansk botanisk litteratur Mælkurt.
| Beskrevne arter |

- Alpemælkeurt (Polygala alpina)
- Bitter mælkeurt (Polygala amarella)
- Dværgbuksbom (Polygala chamaebuxus)
- Topmælkeurt (Polygala comosa)
- Spæd mælkeurt (Polygala serpyllifolia)
- Almindelig mælkeurt (Polygala vulgaris)

| Andre arter |

| - Polygala africana - Polygala alba - Polygala amara - Polygala arillata - Polygala butyracea - Polygala chinensis - Polygala cornuta - Polygala cowellii - Polygala crotalarioides - Polygala floribunda - Polygala fruticosa - Polygala japonica - Polygala klotzschii - Polygala lewtonii | - Polygala lutea - Polygala major - Polygala microphylla - Polygala myrtifolia - Polygala nicaeensis - Polygala paniculata - Polygala paucifolia - Polygala polygama - Polygala rugelii - Polygala sanguinea - Polygala senega - Polygala sibirica - Polygala smallii - Polygala tenuifolia | - Polygala venenosa - Polygala verticillata - Polygala violacea - Polygala virgata - Polygala wattersii |